# Isoberlinia
Isoberlinia ist eine Gattung in der Familie der Fabaceae aus der Unterfamilie der Johannisbrotgewächse mit wenigen Baumarten, die im tropischen West- und Zentralafrika beheimatet sind. Sie sind ein wichtiger Bestandteil der Miombo-Wälder.

## Beschreibung
Isoberlinia-Arten wachsen als immergrüne bis laubabwerfende Bäume. Die Pflanzen führen ein Harz.
Die wechselständigen und gestielten, paarig gefiederten Blätter besitzen drei oder vier Paare, kurz gestielter, großer Fiederblättchen. Die intrapetiolaren Nebenblätter sind abfallend. Es werden rispige Blütenstände gebildet. Die duftenden, sitzenden bis kurz gestielten, zwittrigen, meist fünfzähligen Blüten mit doppelter Blütenhülle sind meist weiß. Es ist ein kleiner Blütenbecher ausgebildet. Die Blütenhüllblätter sind schmal und ein Kronblatt ist meist etwas größer. Die Kelchblätter sind petaloid und gefärbt. Es sind zwei klappige Deckblätter vorhanden. Es sind meist 10 freie, lange Staubblätter vorhanden, selten bis 13. Der mittelständige, behaarte bis kahle und einkammerige Fruchtknoten ist gestielt mit einem langen Griffel mit kleiner, kopfiger Narbe.
Es werden holzige bis ledrige, mehrsamige und flache Hülsenfrüchte gebildet die sich explosiv öffnen. Die Samen sind scheibenförmig.

## Taxonomie
Die Gattung wurde von John Henry Holland nach William Grant Craib und Otto Stapf 1911 in Bulletin of Miscellaneous Information, Royal Gardens, Kew. Additional Series Band 9(2), Seite 266 erstbeschrieben. Der Gattungsname ehrt den schwedischen Arzt Andreas Berlin, einer der Apostel von Carl von Linné.
Einige Arten dieser Gattung sind in die Gattung Julbernardia überführt worden.
Zu Isoberlinia werden folgende Arten gezählt:
- Isoberlinia angolensis (Welw. ex Benth.) Hoyle & Brenan
- Isoberlinia doka Craib & Stapf ex Holland
- Isoberlinia paradoxa Hauman
- Isoberlinia scheffleri (Harms) Greenway
- Isoberlinia tomentosa (Harms) Craib & Stapf